# Vingt-neuvième district congressionnel de Californie
Le 29e district congressionnel de Californie est un district de l'État américain de Californie, basé dans le centre-nord de la Vallée de San Fernando. Le district est représenté par la Démocrate Luz Rivas.
Il comprend la ville de San Fernando, ainsi que les communautés de Los Angeles de Van Nuys, Pacoima, Arleta, Panorama City, Sylmar et certaines parties de Sun Valley et North Hollywood.

## Géographie
| #  | Comté       | Siège       | Population |
| -- | ----------- | ----------- | ---------- |
| 37 | Los Angeles | Los Angeles | 9 663 345  |

Depuis le redécoupage de 2020, la moitié du 29e district congressionnel de Californie se trouve dans le Comté de Los Angeles et l'autre moitié dans le nord de Los Angeles.
Le Comté de Los Angeles est divisé entre ce district, le 27e district, le 30e district et le 32e district. Les 29e et 27e sont divisés par la Angeles National Forest, Soledad Canyon Road, Southern Pacific Railroad, Sand Canyon Road, Little Tujunga Canyon Road, Santa Clara Truck Trail, Veterans Memorial Park, Golden State Freeway, Devonshire Street, Blue Creek, Chatsworth Street, Balboa Boulevard, Kingsbury Street, Genesta Avenue, Aliso Canyon Wash, and Ronald Reagan Freeway. The 29th and 30th are partitioned by Angeles National Forest, NF-4N35, Gold Creek Road, Big Tujunga Canyon Road, Little Tujunga Road, Longford Street, Clybourne Avenue, Foothill Freeway, Kagel Canyon Street, Osborne Street, Terra Bella Street, Glenoaks Boulevard, Montague Street, San Fernando Road, Branford Street, Tujunga Wash, Wentworth Street, Sheldon Street, Tuxford Street, Sunland Boulevard, Golden State Freeway, Cohasset Street, Sherman Way, Vineland Avenue, Southern Pacific Railroad, Ledge Avenue, West Clark Avenue, North Clybourn Avenue, and the Los Angeles River. Les 27e et 32e sont divisés par la San Diego Freeway, Roscoe Boulevard, Reseda Boulevard, Saticoy Street, Lull Street, Garden Grove Avenue, Valerio Street, Etiwanda Avenue, Gault Street, Victory Boulevard, Oxnard Street, Hazeltine Avenue, Burbank Boulevard, Tujunga Wash, Ventura Freeway, Hollywood Freeway, Whipple Street, and Lankershim Boulevard. Le 27e district englobe la ville de San Fernando et les quartiers de Los Angeles de Van Nuys, Panorama City, Sylmar, Valley Village, Sun Valley, Pacoima, Toluca Lake, Valley Glen, Arleta, Mission Hills une partie de Lake View Terrace, la partie ouest de North Hollywood et le centre de Lake Balboa.

### Villes et census-designated places de 10 000 habitants ou plus
- Los Angeles - 3 820 914
- San Fernando - 23 685

## Historique de vote
| Année | Poste               | Résultats                      |
| ----- | ------------------- | ------------------------------ |
| 1990  | Gouverneur          | Feinstein 74,3 % - 22,2 %      |
| 1992  | Président           | Clinton 66,3% - 20,2 %         |
| 1992  | Sénateur            | Boxer 67,7 % - 27,4 %          |
| 1992  | Sénateur (Spéciale) | Feinstein 72,6 % - 23,6 %      |
| 1994  | Gouverneur          | Brown 55,6 % - 41,1 %          |
| 1994  | Sénateur            | Feinstein 69,4 % - 26,0 %      |
| 1996  | Président           | Clinton 66,5 % - 23,5 %        |
| 1998  | Gouverneur          | Davis 73,8 % - 22,6 %          |
| 1998  | Sénateur            | Boxer 70,9 % - 26,7 %          |
| 2000  | Président           | Gore 72,1 % - 22,3 %           |
| 2000  | Sénateur            | Feinstein 70,5 % - 21,2 %      |
| 2002  | Gouverneur          | Davis 52,2 % - 38,7 %          |
| 2003  | Recall,             | Oui 50,8 % - 49,2 %            |
| 2003  | Recall,             | Schwarzenegger 47,1 % - 33,6 % |
| 2004  | Président           | Kerry 61,2 % - 37,4 %          |
| 2004  | Sénateur            | Boxer 63,8 % - 31,4 %          |
| 2006  | Gouverneur          | Schwarzenegger 50,3 % - 44,4 % |
| 2006  | Sénateur            | Feinstein 64,0 % - 30,7 %      |
| 2008  | Président           | Obama 67,6 % - 30,4 %          |
| 2010  | Gouverneur          | Brown 61,0 % - 34,5 %          |
| 2010  | Sénateur            | Boxer 60,7 % - 34,8 %          |
| 2012  | Président           | Obama 77,0 % - 20,5 %          |
| 2012  | Sénateur            | Feinstein 77,8 % - 22,2 %      |
| 2014  | Gouverneur          | Brown 73,8 % - 26,2 %          |
| 2016  | Président           | Clinton 77,7 % - 16,8 %        |
| 2016  | Sénateur            | Harris 53,9 % - 47,0 %         |
| 2018  | Gouverneur          | Newsom 77,8 % - 22,2 %         |
| 2018  | Sénateur            | Feinstein 55,0 % - 45,0 %      |
| 2020  | Président           | Biden 74,1 % - 23,7 %          |
| 2021  | Recall              | Non 75,7 % - 34,3 %            |
| 2022  | Gouverneur          | Newsom 74,1 % - 23,7 %         |
| 2022  | Sénat               | Biden 74,1 % - 23,7 %          |

## Liste des représentants du district
| Membre                          | Partie      | Années                          | Congrès     | Histoire électorale | Zone géographique                                        |
| ------------------------------- | ----------- | ------------------------------- | ----------- | --- | -------------------------------------------------------- |
| District créé le 3 janvier 1953 |             |                                 |             | |                                                          |
| John J. Phillips (en)           | Républicain | 3 janvier 1953 - 3 janvier 1957 | 83e , 84e   | Redécoupage depuis le 22e district et réélu en 1952. Réélu en 1954. Retrait. | 1953–1963 Imperial, Riverside                            |
| Dalip Singh Saund (en)          | Démocrate   | 3 janvier 1957 - 3 janvier 1963 | 85e - 87e   | Élu en 1956. Réélu en 1958. Réélu en 1960. Démissionne à la suite d'un AVC incapacitant. | 1953–1963 Imperial, Riverside                            |
| George E. Brown, Jr. (en)       | Démocrate   | 3 janvier 1963 - 3 janvier 1971 | 88e - 91e   | Élu en 1962. Réélu en 1964. Réélu en 1966. Réélu en 1968. Retrait pour se présenter comme Sénateur des États-Unis.                                                                              | 1963–1969 Los Angeles                                    |
| George E. Brown, Jr. (en)       | Démocrate   | 3 janvier 1963 - 3 janvier 1971 | 88e - 91e   | Élu en 1962. Réélu en 1964. Réélu en 1966. Réélu en 1968. Retrait pour se présenter comme Sénateur des États-Unis.                                                                              | 1969–1973 Los Angeles                                    |
| George E. Danielson (en)        | Démocrate   | 3 janvier 1971 - 3 janvier 1975 | 92e , 93e   | Élu en 1970. Réélu en 1972. Redécoupage vers le 30e district. |                                                          |
| George E. Danielson (en)        | Démocrate   | 3 janvier 1971 - 3 janvier 1975 | 92e , 93e   | Élu en 1970. Réélu en 1972. Redécoupage vers le 30e district. | 1973–1975 Los Angeles                                    |
| Augustus Hawkins (en)           | Démocrate   | 3 janvier 1975 - 3 janvier 1991 | 94e - 101e  | Redécoupage depuis le 21e district et réélu en 1974. Réélu en 1976. Réélu en 1978. Réélu en 1980. Réélu en 1982. Réélu en 1984. Réélu en 1986. Réélu en 1988. Redécoupage vers le 30e district. | 1975–1983 Los Angeles                                    |
| Augustus Hawkins (en)           | Démocrate   | 3 janvier 1975 - 3 janvier 1991 | 94e - 101e  | Redécoupage depuis le 21e district et réélu en 1974. Réélu en 1976. Réélu en 1978. Réélu en 1980. Réélu en 1982. Réélu en 1984. Réélu en 1986. Réélu en 1988. Redécoupage vers le 30e district. | 1983–1993 Los Angeles (Partie Centre-Sud)                |
| Maxine Waters                   | Démocrate   | 3 janvier 1991 - 3 janvier 1993 | 102e        | Élue en 1990. Redécoupage vers le 35e district. |                                                          |
| Henry Waxman (en)               | Démocrate   | 3 janvier 1993 - 3 janvier 2003 | 103e - 107e | Redécoupage vers le 24e district et réélu en 1992. Réélu en 1994. Réélu en 1996. Réélu en 1998. Réélu en 2000. Redécoupage vers le 30e district.                                                | 1993–2003 Los Angeles (Partie Est)                       |
| Adam Schiff                     | Démocrate   | 3 janvier 2003 - 3 janvier 2013 | 108e - 112e | Redécoupage vers le 27e district et réélu en 2002. Réélu en 2004. Réélu en 2006. Réélu en 2008. Réélu en 2010. Redécoupage vers le 28e district.                                                | 2003–2013 Los Angeles (Burbank, Glendale, Pasadena)      |
| Tony Cárdenas                   | Démocrate   | 3 janvier 2013 - 3 janvier 2025 | 113e - 118e | Élu en 2012. Réélu en 2014. Réélu en 2016. Réélu en 2018. Réélu en 2020. Réélu en 2022. Retrait.                                                                                                | 2013–2023 Vallée de San Fernando (Partie Centre-Nord)    |
| Tony Cárdenas                   | Démocrate   | 3 janvier 2013 - 3 janvier 2025 | 113e - 118e | Élu en 2012. Réélu en 2014. Réélu en 2016. Réélu en 2018. Réélu en 2020. Réélu en 2022. Retrait.                                                                                                | 2023–present Vallée de San Fernando (Partie Centre-Nord) |
| Luz Rivas                       | Démocrate   | 3 janvier 2025 - en cours       | 119e        | Élue en 2024. |                                                          |

## Résultats des récentes élections
Voici les résultats des dix précédents cycles électoraux dans le district.

### 2004
| Élection de 2004 du 29e district congressionnel de Californie | Élection de 2004 du 29e district congressionnel de Californie | Élection de 2004 du 29e district congressionnel de Californie | Élection de 2004 du 29e district congressionnel de Californie | Élection de 2004 du 29e district congressionnel de Californie |
| ------------------------------------------------------------- | ------------------------------------------------------------- | ------------------------------------------------------------- | ------------------------------------------------------------- | ------------------------------------------------------------- |
| Parti                                                         | Parti                                                         | Candidat                                                      | Votes                                                         | %                                                             |
|                                                               | Démocrate                                                     | Adam Schiff (sortant)                                         | 133 670                                                       | 64,7                                                          |
|                                                               | Républicain                                                   | Henry Frank Scolinos                                          | 62 871                                                        | 30,4                                                          |
|                                                               | Vert                                                          | Philip Koebel                                                 | 5715                                                          | 2,7                                                           |
|                                                               | Libertarien                                                   | Ted Brown                                                     | 4570                                                          | 2,2                                                           |
|                                                               | Indépendant                                                   | John Burton (write-in)                                        | 6                                                             | 0,0                                                           |
| Total des votes                                               | Total des votes                                               | Total des votes                                               | 206 832                                                       | 100%                                                          |
|                                                               | Les Démocrates conservent                                     |                                                               |                                                               |                                                               |

### 2006
| Élection de 2006 du 29e district congressionnel de Californie | Élection de 2006 du 29e district congressionnel de Californie | Élection de 2006 du 29e district congressionnel de Californie | Élection de 2006 du 29e district congressionnel de Californie | Élection de 2006 du 29e district congressionnel de Californie |
| ------------------------------------------------------------- | ------------------------------------------------------------- | ------------------------------------------------------------- | ------------------------------------------------------------- | ------------------------------------------------------------- |
| Parti                                                         | Parti                                                         | Candidat                                                      | Votes                                                         | %                                                             |
|                                                               | Démocrate                                                     | Adam Schiff (sortant)                                         | 91 014                                                        | 63,5                                                          |
|                                                               | Républicain                                                   | William J. Bodell                                             | 39 321                                                        | 27,5                                                          |
|                                                               | Vert                                                          | William M. Paparian                                           | 8197                                                          | 5,7                                                           |
|                                                               | Paix et Liberté                                               | Lynda L. Llamas                                               | 2599                                                          | 1,8                                                           |
|                                                               | Libertarien                                                   | Jim Keller                                                    | 2258                                                          | 1,5                                                           |
|                                                               | Indépendant                                                   | John Burton (write-in)                                        | 15                                                            | 0,0                                                           |
| Total des votes                                               | Total des votes                                               | Total des votes                                               | 143 404                                                       | 100%                                                          |
|                                                               | Les Démocrates conservent                                     |                                                               |                                                               |                                                               |

### 2008
| Élection de 2008 du 29e district congressionnel de Californie | Élection de 2008 du 29e district congressionnel de Californie | Élection de 2008 du 29e district congressionnel de Californie | Élection de 2008 du 29e district congressionnel de Californie | Élection de 2008 du 29e district congressionnel de Californie |
| ------------------------------------------------------------- | ------------------------------------------------------------- | ------------------------------------------------------------- | ------------------------------------------------------------- | ------------------------------------------------------------- |
| Parti                                                         | Parti                                                         | Candidat                                                      | Votes                                                         | %                                                             |
|                                                               | Démocrate                                                     | Adam Schiff (sortant)                                         | 146 198                                                       | 68,9                                                          |
|                                                               | Républicain                                                   | Charles Hahn                                                  | 56 727                                                        | 26,7                                                          |
|                                                               | Libertarien                                                   | Alan Pyeatt                                                   | 9219                                                          | 4,4                                                           |
| Total des votes                                               | Total des votes                                               | Total des votes                                               | 212 144                                                       | 100%                                                          |
|                                                               | Les Démocrates conservent                                     |                                                               |                                                               |                                                               |

### 2010
| Élection de 2010 du 29e district congressionnel de Californie | Élection de 2010 du 29e district congressionnel de Californie | Élection de 2010 du 29e district congressionnel de Californie | Élection de 2010 du 29e district congressionnel de Californie | Élection de 2010 du 29e district congressionnel de Californie |
| ------------------------------------------------------------- | ------------------------------------------------------------- | ------------------------------------------------------------- | ------------------------------------------------------------- | ------------------------------------------------------------- |
| Parti                                                         | Parti                                                         | Candidat                                                      | Votes                                                         | %                                                             |
|                                                               | Démocrate                                                     | Adam Schiff (sortant)                                         | 104 374                                                       | 64,8                                                          |
|                                                               | Républicain                                                   | John P. Colbert                                               | 51 534                                                        | 32,0                                                          |
|                                                               | Libertarien                                                   | William P. Cushing                                            | 5218                                                          | 3,2                                                           |
| Total des votes                                               | Total des votes                                               | Total des votes                                               | 161 126                                                       | 100%                                                          |
|                                                               | Les Démocrates conservent                                     |                                                               |                                                               |                                                               |

### 2012
| Élection de 2012 du 29e district congressionnel de Californie | Élection de 2012 du 29e district congressionnel de Californie | Élection de 2012 du 29e district congressionnel de Californie | Élection de 2012 du 29e district congressionnel de Californie | Élection de 2012 du 29e district congressionnel de Californie |
| ------------------------------------------------------------- | ------------------------------------------------------------- | ------------------------------------------------------------- | ------------------------------------------------------------- | ------------------------------------------------------------- |
| Parti                                                         | Parti                                                         | Candidat                                                      | Votes                                                         | %                                                             |
|                                                               | Démocrate                                                     | Tony Cárdenas                                                 | 111 287                                                       | 74,1                                                          |
|                                                               | Indépendant                                                   | David R. Hernandez                                            | 38 994                                                        | 25,9                                                          |
| Total des votes                                               | Total des votes                                               | Total des votes                                               | 150 281                                                       | 100%                                                          |
|                                                               | Les Démocrates conservent                                     |                                                               |                                                               |                                                               |

### 2014
| Élection de 2006 du 29e district congressionnel de Californie | Élection de 2006 du 29e district congressionnel de Californie | Élection de 2006 du 29e district congressionnel de Californie | Élection de 2006 du 29e district congressionnel de Californie | Élection de 2006 du 29e district congressionnel de Californie |
| ------------------------------------------------------------- | ------------------------------------------------------------- | ------------------------------------------------------------- | ------------------------------------------------------------- | ------------------------------------------------------------- |
| Parti                                                         | Parti                                                         | Candidat                                                      | Votes                                                         | %                                                             |
|                                                               | Démocrate                                                     | Tony Cárdenas (sortant)                                       | 50 096                                                        | 74,6                                                          |
|                                                               | Républicain                                                   | William O'Callaghan Leader                                    | 17 045                                                        | 25,4                                                          |
| Total des votes                                               | Total des votes                                               | Total des votes                                               | 67 141                                                        | 100%                                                          |
|                                                               | Les Démocrates conservent                                     |                                                               |                                                               |                                                               |

### 2016
| Élection de 2016 du 29e district congressionnel de Californie | Élection de 2016 du 29e district congressionnel de Californie | Élection de 2016 du 29e district congressionnel de Californie | Élection de 2016 du 29e district congressionnel de Californie | Élection de 2016 du 29e district congressionnel de Californie |
| ------------------------------------------------------------- | ------------------------------------------------------------- | ------------------------------------------------------------- | ------------------------------------------------------------- | ------------------------------------------------------------- |
| Parti                                                         | Parti                                                         | Candidat                                                      | Votes                                                         | %                                                             |
|                                                               | Démocrate                                                     | Tony Cárdenas (sortant)                                       | 128 407                                                       | 74,7                                                          |
|                                                               | Démocrate                                                     | Richard Alarcon                                               | 43 417                                                        | 25.3                                                          |
| Total des votes                                               | Total des votes                                               | Total des votes                                               | 171 824                                                       | 100%                                                          |
|                                                               | Les Démocrates conservent                                     |                                                               |                                                               |                                                               |

### 2018
| Élection de 2018 du 29e district congressionnel de Californie | Élection de 2018 du 29e district congressionnel de Californie | Élection de 2018 du 29e district congressionnel de Californie | Élection de 2018 du 29e district congressionnel de Californie | Élection de 2018 du 29e district congressionnel de Californie |
| ------------------------------------------------------------- | ------------------------------------------------------------- | ------------------------------------------------------------- | ------------------------------------------------------------- | ------------------------------------------------------------- |
| Parti                                                         | Parti                                                         | Candidat                                                      | Votes                                                         | %                                                             |
|                                                               | Démocrate                                                     | Tony Cárdenas (sortant)                                       | 124 697                                                       | 80,6                                                          |
|                                                               | Républicain                                                   | Benito Benny Bernal                                           | 29 995                                                        | 19,4                                                          |
| Total des votes                                               | Total des votes                                               | Total des votes                                               | 154 692                                                       | 100%                                                          |
|                                                               | Les Démocrates conservent                                     |                                                               |                                                               |                                                               |

### 2020
| Élection de 2020 du 29e district congressionnel de Californie | Élection de 2020 du 29e district congressionnel de Californie | Élection de 2020 du 29e district congressionnel de Californie | Élection de 2020 du 29e district congressionnel de Californie | Élection de 2020 du 29e district congressionnel de Californie |
| ------------------------------------------------------------- | ------------------------------------------------------------- | ------------------------------------------------------------- | ------------------------------------------------------------- | ------------------------------------------------------------- |
| Parti                                                         | Parti                                                         | Candidat                                                      | Votes                                                         | %                                                             |
|                                                               | Démocrate                                                     | Tony Cárdenas (sortant)                                       | 119 420                                                       | 56,6                                                          |
|                                                               | Démocrate                                                     | Angélica Duenas                                               | 91 524                                                        | 43,4                                                          |
| Total des votes                                               | Total des votes                                               | Total des votes                                               | 210 944                                                       | 100%                                                          |
|                                                               | Les Démocrates conservent                                     |                                                               |                                                               |                                                               |

### 2022
La Californie a tenu sa Primaire Jungle le 7 juin 2022, selon ce système de Primaire, tous les candidats sont sur le même bulletin de vote, et les deux arrivés en tête s'affronteront le jour de l'Élection Générale, à savoir le 8 novembre 2022.
| Primaire Jungle 2022 du 29e district congressionnel de Californie | Primaire Jungle 2022 du 29e district congressionnel de Californie | Primaire Jungle 2022 du 29e district congressionnel de Californie | Primaire Jungle 2022 du 29e district congressionnel de Californie | Primaire Jungle 2022 du 29e district congressionnel de Californie |
| ----------------------------------------------------------------- | ----------------------------------------------------------------- | ----------------------------------------------------------------- | ----------------------------------------------------------------- | ----------------------------------------------------------------- |
| Parti                                                             | Parti                                                             | Candidat                                                          | Votes                                                             | %                                                                 |
|                                                                   | Démocrate                                                         | Tony Cárdenas (sortant)                                           | 47 941                                                            | 56,7                                                              |
|                                                                   | Démocrate                                                         | Angélica Duenas                                                   | 19 321                                                            | 22,8                                                              |
|                                                                   | Républicain                                                       | Margarita Maria Carranza                                          | 7079                                                              | 8,4                                                               |
|                                                                   | Républicain                                                       | Andy Miranda                                                      | 5167                                                              | 6,1                                                               |
|                                                                   | Républicain                                                       | Rudy Melendez                                                     | 5057                                                              | 6,0                                                               |

| Élection de 2022 du 29e district congressionnel de Californie | Élection de 2022 du 29e district congressionnel de Californie | Élection de 2022 du 29e district congressionnel de Californie | Élection de 2022 du 29e district congressionnel de Californie | Élection de 2022 du 29e district congressionnel de Californie |
| ------------------------------------------------------------- | ------------------------------------------------------------- | ------------------------------------------------------------- | ------------------------------------------------------------- | ------------------------------------------------------------- |
| Parti                                                         | Parti                                                         | Candidat                                                      | Votes                                                         | %                                                             |
|                                                               | Démocrate                                                     | Tony Cárdenas (sortant)                                       | 69 915                                                        | 58,5                                                          |
|                                                               | Démocrate                                                     | Angélica Duenas                                               | 49 520                                                        | 41,5                                                          |
| Total des votes                                               | Total des votes                                               | Total des votes                                               | 119 435                                                       | 100%                                                          |
|                                                               | Les Démocrates conservent                                     |                                                               |                                                               |                                                               |

### 2024
La Californie a tenu sa Primaire Jungle le 5 mars 2024, selon ce système de Primaire, tous les candidats sont sur le même bulletin de vote, et les deux arrivés en tête s'affronteront le jour de l'Élection Générale, à savoir le 5 novembre 2024.
| Primaire Jungle 2024 du 29e district congressionnel de Californie | Primaire Jungle 2024 du 29e district congressionnel de Californie | Primaire Jungle 2024 du 29e district congressionnel de Californie | Primaire Jungle 2024 du 29e district congressionnel de Californie | Primaire Jungle 2024 du 29e district congressionnel de Californie |
| ----------------------------------------------------------------- | ----------------------------------------------------------------- | ----------------------------------------------------------------- | ----------------------------------------------------------------- | ----------------------------------------------------------------- |
| Parti                                                             | Parti                                                             | Candidat                                                          | Votes                                                             | %                                                                 |
|                                                                   | Démocrate                                                         | Luz Rivas                                                         | 40 096                                                            | 49,3                                                              |
|                                                                   | Républicain                                                       | Benito Bernal                                                     | 21 446                                                            | 26,3                                                              |
|                                                                   | Démocrate                                                         | Angelica Duenas                                                   | 19 844                                                            | 24,4                                                              |

| Élection de 2024 du 29e district congressionnel de Californie | Élection de 2024 du 29e district congressionnel de Californie | Élection de 2024 du 29e district congressionnel de Californie | Élection de 2024 du 29e district congressionnel de Californie | Élection de 2024 du 29e district congressionnel de Californie |
| ------------------------------------------------------------- | ------------------------------------------------------------- | ------------------------------------------------------------- | ------------------------------------------------------------- | ------------------------------------------------------------- |
| Parti                                                         | Parti                                                         | Candidat                                                      | Votes                                                         | %                                                             |
|                                                               | Démocrate                                                     | Luz Rivas                                                     | 146 312                                                       | 69,8                                                          |
|                                                               | Républicain                                                   | Benito Bernal                                                 | 63 374                                                        | 30,2                                                          |
| Total des votes                                               | Total des votes                                               | Total des votes                                               | 146 312                                                       | 100 %                                                         |
|                                                               | Les Démocrates conservent                                     |                                                               |                                                               |                                                               |

## Frontières historique du district
De 2003 à 2013, le district se composait de parties du nord de Los Angeles, notamment Burbank, Glendale et Pasadena. En raison du redécoupage après le recensement des États-Unis de 2010, le district s'est déplacé vers le nord-ouest dans le Comté de Los Angeles et comprend le nord de la Vallée de San Fernando.